# Зденек Старший из Рожмиталя
Зденек Старший из Рожмиталя (чеш. Zdeněk starší z Rožmitálu; ум. после 1411 года) — средневековый чешский феодал и государственный деятель из рода панов из Рожмиталя, заседатель Чешского земского суда (с 1383 года), юстициарий (поправце) Прахеньского края (с 1401 года). Дед королевы Чехии Йоганы из Рожмиталя.

## Происхождение и герб
Зденек Старший происходил из чешского дворянского рода панов из Рожмиталя, выделившегося в XIII веке из более старого дворянского рода Бузичей, носившего в своём гербе чернёную голову дикого вепря с разинутой пастью и высунутым языком на золотом поле. О его родителях достоверных сведений не сохранилось, поскольку точную и непрерывную генеалогию панов из Рожмиталя до появления в источниках Зденека Старшего установить невозможно (Август Седлачек в своё время предположил, что отцом его был Ольдржих II из Рожмиталя). Собственно ясная и непрерывная генеалогия этого рода начинается именно со Зденека Старшего из Рожмиталя. В качестве герба Зденек Старший использовал геральдический щит с тремя кабаньими головами Бузичей на золотом поле (изображения такого герба датированы периодом 1382—1409 годов).

## Управление имениями
Будущее Зденека Старшего во многом было определено удачной женитьбой на Анежеке из рода Баворов из Стракониц. К началу 80-х годов XIV века единственными наследниками обширных владений рода Баворов оказались два малолетних ребёнка — Брженек и Ян из Стракониц. Будучи ближайшим родственником малолетних панов, Зденек из Рожмиталя стал их опекуном и фактическим управляющим Страконицким, Блатненскими и другими панствами рода Баворов. Очевидно, при этом Зденек поселился в замке Страконице, о чём свидетельствует использование им в этот период предиката «из Стракониц». Здесь Зденеку Старшиму пришлось выстраивать отношения с орденом иоаннитов, которому принадлежала половина замка, служившая резиденцией страконицкого комтура Чешского приората ордена, и некоторое количество земельных владений в окрестностях Страконице. 23 ноября 1382 года Зденек из Рожмиталя выдал разрешение на совершение сделки между мещанами Страконице и иоаннитским комтуром Маркольтом по обмену полями с целью создания иоаннитами собственного пруда у леса Гул (ныне это пруд Голе). Зденек и в дальнейшем способствовал строительству прудов, в частности, соорудил пруды у Тршебско и пожаловал их костёлу в Пршибраме. Правление Зденека во владениях Баворов из Стракониц окончилось с достижением совершеннолетия Брженеком из Стракониц в 1394 году.
В период 1398—1404 годов Зденек Старший выступал свидетелем в грамотах о продаже родовых владений панов Баворов из Стракониц, последовательно проводившейся Брженеком из Стракониц. После пресечения рода Бавовров из Стракониц Зденек из Рожмиталя как ближайший родственник унаследовал Блатненское панство.

## На королевской службе
В 1383—1406 годах Зденек из Рожмиталя периодически заседал в земском суде Чехии (в котором с 1383 года рассматривались дела только высшего дворянства) вместе со своими родственниками Йиндржихом из Бржезниц и, позднее, Брженеком из Стракониц. Земский суд заседал в Праге, что было связано с довольно ощутимыми затратами для его заседателей, которые за свой счёт должны были добираться до столицы из своих замков и за свой же счёт проживать в Праге во время судебных сессий. Регулярное участие в заседаниях земского суда поэтому мог себе позволить лишь весьма обеспеченный его член. В 1383 году Зденек из Рожмиталя из четырёх заседаний земского суда участвовал только в одном. В том же году король Вацлав IV уполномочил Зденека Старшего рассмотреть спор между страконицким комтуром ордена иоаннитов Маркольтом и городом Кашперске-Гори, жители которого заняли участок Квильда, принадлежавший иоаннитам. 21 апреля Зденек Старший решил спор в пользу Маркольта, дополнительно обязав противную сторону выплатить Страконицкому комтурству полгривны золота.
В период борьбы чешской знати с Вацлавом IV Брженек из Стракониц и Зденек из Рожмиталя перешли на сторону оппозиционного дворянства, однако впервые их имена в перечнях противников короля упоминаются в 1396 году. Через три года королевские войска подступили к Гораждёвице и Брженек очень скоро примирился с королём.
Последующее отношение короля Вацлава IV к Зденеку из Рожмиталя ярко проявилось в 1401 году в Кутна-Горе, когда король пожаловал Зденеку часть доходов от так называемой чрезвычайной берны, взимавшейся с королевских городов и монастырей. Зденек получил 100 коп гривен из берны Милевского монастыря и 100 коп гривен из берны монастыря Непомуцкого. Этим актом Вацлав IV фактически перевёл Зденека Старшего из нижшего дворянства (рыцарства) в панское сословие. Вскоре после этого король на основании решения земского сейма назначил Зденека из Рожмиталя и Яна из Градца юстициариями (поправце) Прахеньского края. Вероятно, Зденек продолжал периодически заседать в земском суде, к примеру, в 1409 году он выступил одним из свидетелей отказа Анны из Вельгартиц от части своих владений после смерти мужа. Последнее упоминание о Зденеке Старшем из Рожмиталя относится к 1411 году.

## Семья
Зденек Старший из Рожмиталя был женат на Анежеке из рода Баворов из Стракониц. Его старший сын Ярослав (ум. после 1433 года) впервые упоминается в грамоте от 6 февраля 1404 года вместе с отцом. В этой грамоте Зденек Старший и Ярослав обязуются внести сведения о продаже имущества Брженека из Стракониц в земские доски. Кроме Ярослава у Зденека было ещё два сына — Ян и Зденек Младший (ум. после 1454 года) — а также, вероятно, дочь Анна. После смерти отца Ян унаследовал Блатненское панство, Зденек Младший — Рожмитальское. Какие владения получил Ярослав неизвестно. Ян из Рожмиталя, известный также как Ян из Блатны, заседал в земском суде с 1408 года, Зденек Младший — с 1414 года. В 1415 году Ян и Зденек из Рожмиталя вместе с другими чешскими панами подписали письмо против сожжения Яна Гуса, направленное Констанцскому собору, однако в начале гуситских войн в 1419 году братья встали на сторону антигуситской католической партии.
Дочь Зденека Старшего, Анна из Рожмиталя, была женой одного из гуситских гетманов Яна Смила из Кршемже, который в 1444 году был пленён паном Ольдржихом из Рожмберка и казнён после того как передал Ольдржиху большинство своих владений. После этого события упоминания об Анне из Рожмиталя в источниках отсутствуют. Её брат Зденек Младший в 1452 году стал одним из двенадцати чешских панов, избравших «земским правителем» Чешского королевства утраквиста Йиржи из Подебрад, с 1450 года женатого на его племяннице Йогане, дочери Яна из Рожмиталя на Блатне.